# Ielîzavetîn, Rojîșce
Ielîzavetîn (în ucraineană Єлизаветин) este un sat în comuna Nosacevîci din raionul Rojîșce, regiunea Volînia, Ucraina.

## Demografie
Componența lingvistică a localității Ielîzavetîn
     Ucraineană (99,49%)
     Alte limbi (0,26%)
Conform recensământului din 2001, majoritatea populației localității Ielîzavetîn era vorbitoare de ucraineană (99,49%), existând în minoritate și vorbitori de alte limbi.